# Pilarín Bayés
María Pilar Bayés de Luna (Vic, Barcelona; 21 de abril de 1941) es una dibujante y caricaturista española, más conocida como Pilarín Bayés. Es bisnieta del pintor Joaquín Vayreda, y también del Dr. Antoni Bayés y Fuster.

## Biografía
La infancia la pasó en el Colegio Escorial de Vic. Más tarde estudió en la Real Academia Catalana de Bellas Artes de San Jordi de Barcelona de 1959 a 1964. Sus dibujos se caracterizan por un tono infantil e ingenuo pero al mismo tiempo lleno de gracia e ironía, de estilo muy personal. Un rasgo típico de los personajes que dibuja es que todos tienen las mejillas pintadas de rojo.
Ha estado muy vinculada a la revista Cavall Fort, en la que ha colaborado desde 1964, y ha ilustrado también muchos libros de carácter didáctico o narrativo, aleluyas, carteles, etc, como El meu pardal (1964), de la editorial La Galera, con el apoyo de la pedagoga Marta Mata. En la década de los 70 estuvo igualmente vinculada a la editorial catalana Martín Casanovas ilustrando su colección de libros sobre Catalunya y las Aucas de la editorial.Si bien su producción se dirige principalmente a un público infantil y juvenil, también ha publicado caricaturas en periódicos (El Correo Catalán, Oriflama, El 9 Nou). En 1991 recibió la Creu de Sant Jordi.
Muy vinculada a la villa barcelonesa de Tona, donde de pequeña pasaba los veranos, en el balneario Ullastres, propiedad de la familia Bayés, en 2011 fue, conjuntamente con su hermano, el cardiólogo Antoni Bayés de Luna, nombrada hija adoptiva de Tona 
.

## Exposiciones
En septiembre de anya se inauguró la muestra antológica Benvinguts al Circ de la Pilarín en el Museo d'art de la pell, un recorrido por su carrera profesional.